# Trzy igły
Trzy igły (ang. 3 Needles) – kanadyjski dramat filmowy z 2005 roku w reżyserii Thoma Fitzgeralda. 
Jego światowa premiera miała miejsce 9 września 2005 roku podczas TIFF w Toronto. Bohaterowie filmu porozumiewają się w pięciu językach: afrikaans, mandaryńskim, angielskim, francuskim oraz xhosa.

## Obsada
- Tanabadee Chokpikultong jako Tong Sam
- Steven Crowder jako Store Manager
- Olympia Dukakis jako Hilde
- Tyson Hall jako Zulu
- Chin Han jako żołnierz Xuan
- Lucy Liu jako Jin Ping
- Siv Mbelu jako Bongile
- Shawn Ashmore jako Denys
- Stockard Channing jako Olive
- Yoyo Chorkreaw jako Qi
- Sook-Yin Lee jako Xiu
- Sandra Oh jako Mary
- Chloë Sevigny jako Clara
- Ian Roberts jako Hallyday

## Twórcy filmu
- Reżyseria: Thom Fitzgerald
- Scenariusz: Thom Fitzgerald
- Produkcja: Thom Fitzgerald, Bryan Hofbauer, Michael Gleissner, Mark Bennett, Vicky McCarty